# Tatort: Money! Money!
Money! Money! ist ein Fernsehfilm aus der Kriminalreihe Tatort der ARD, des ORF und SRF. Der Film wurde vom MDR unter der Regie von Peter Ristau produziert und am 9. August 1998 erstmals ausgestrahlt. Es handelt sich um die Tatort-Folge 392. Für den Kriminalhauptkommissar Bruno Ehrlicher und seinen Kollegen Kain  ist es der 18. Fall, den sie in Dresden ermitteln.

## Handlung
In Dresden ist der Kettenspielclub „Golden Future“ auf Mitgliederfang. Mit Werbeveranstaltungen und angeblich unzähligen glücklichen Gewinnern ködern Nat Dorsey und Angie Hilpert Mitspieler, die ihnen ihr Geld anvertrauen sollen. Fatalerweise hat sich Kommissar Kain vor einiger Zeit in Angie verliebt und gerät so in einen Interessenkonflikt. Er weiß, dass die Staatsanwaltschaft wegen Betruges gegen diesen Club vorgehen will, darf ihr darüber aber nichts sagen. Kurz nachdem Staatsanwältin Dr. Hera Feder mittels einer Razzia die neueste Werbeveranstaltung beenden lässt, findet Kain seine Freundin erschlagen in ihrem Hotelzimmer. Er benachrichtigt seinen Kollegen Ehrlicher, zieht sich zunächst aus den Ermittlungen zurück und kümmert sich um Angies kleine Tochter Bea.
Für Kommissar Ehrlicher kommt eine Eifersuchtstat in Betracht, da nach Kains Angaben auch Nat Dorsey in die attraktive junge Frau verliebt gewesen ist. Es gibt aber auch jede Menge betrogene Clubmitglieder, die Grund genug hätten, auf die Veranstalter wütend zu sein. Kurz vor ihrem Tod hatte Angie Streit mit Sandra Wimmer, die unbedingt ihren Vertrag rückgängig machen wollte. Während Ehrlicher Nat Dorsey und seinen Club unter die Lupe nimmt, geht Kain der Spur zu den betrogenen Mitspielern nach. 
In der Zwischenzeit wird Angies Tochter von Nat Dorsey entführt. Er versucht von ihr zu erfahren, ob sie jemanden im Hotelzimmer gesehen hätte, der als Täter in Betracht kommt. Nachdem sie dies verneint, bringt er sie wohlbehalten wieder zurück. Unerwartet erscheint er kurz darauf zusammen mit Sandra Wimmer auf dem Polizeirevier und beide bestätigen sich gegenseitig ein Alibi. Ehrlicher kann jedoch beweisen, dass Sandra Wimmers Aussage nicht stimmt. Zudem kann er die Tatwaffe ausfindig machen und einen gut erhaltenen Fingerabdruck sichern, der zu Sandra Wimmer führt. Er gibt ihr zu verstehen, dass ein Täter, der sich selbst stellt, in der Regel mit einer Strafmilderung rechnen kann. So gibt Sandra Wimmer zu, Angie Hilpert im Affekt erschlagen zu haben. Sie war finanziell am Ende und auf das Geld angewiesen, das man ihr nun nicht zurückgeben wollte.
Obwohl Ehrlicher und die Staatsanwaltschaft gegen Nat Dorsey am Ende nichts ausrichten konnten, wird er dennoch in Auslieferungshaft genommen, da er vom FBI gesucht wird.

## Hintergrund
Money! Money! wurde von der Saxonia Media Filmproduktion GmbH produziert und in Dresden gedreht.

## Rezeption

### Einschaltquoten
Bei seiner Erstausstrahlung am 9. August 1998 wurde die Folge Money! Money! in Deutschland von 5,96 Millionen Zuschauer gesehen, was einem Marktanteil von 24,08 Prozent entsprach.

### Kritik
Rainer Tittelbach von tittelbach.tv kommt zu dem Urteil: „Eigentlich eine ganz spannende Idee: Amerikanischer Oberschleimer (überzeugend: Ulrich Noethen) zieht gutgläubigen Dresdnern ihre Ersparnisse aus dem Sparstrumpf. Doch in diesem mit Nebenhandlungen überfrachteten kriminalistisch dürftigen Setting bleibt jede gute Idee von Autor Fred Breinersdorfer im Ansatz stecken. ‚Money! Money!‘ ist zwar gut besetzt und ordentlich gespielt, aber dramaturgisch ein sehr fahriger, unkonzentrierter ‚Tatort‘.“
Die Kritiker der Fernsehzeitschrift TV Spielfilm bewerten den „TV-Krimi um einen (Ab-)Zockerclub“ nur mittelmäßig und fanden nur „mäßige Spannung, dafür ein paar wahre Momente aus dem Polizeialltag“. Fazit: „Nette Details, aber fesselnd ist das nicht“.